# Gotthard Strohmaier
Gotthard Strohmaier (* 4. November 1934 in Zwickau) ist ein deutscher Arabist, Gräzist und Medizinhistoriker.

## Leben und Werk
Strohmaier wurde 1965 mit einer Dissertation zum Thema Die arabisch erhaltene Galenschrift ‘Über die Verschiedenheit der homoiomeren Körperteile‘: Zum 1. Male herausgegeben, übersetzt und erläutert an der Humboldt-Universität Berlin promoviert. Neben seiner Tätigkeit als wissenschaftlicher Mitarbeiter am Corpus Medicorum Graecorum/Latinorum der Berlin-Brandenburgischen Akademie der Wissenschaften ist er heute Honorarprofessor am Seminar für Semitistik und Arabistik der Freien Universität Berlin. Im Jahr 2009 ist Strohmaier zum Mitglied der Philosophisch-historischen Klasse der Bayerischen Akademie der Wissenschaften gewählt worden. Seit 2008 ist er ordentliches Mitglied der Academia Europaea.
Sein Hauptarbeitsgebiet sind die Graeco-Arabica,  das heißt die Rezeption griechischer Philosophie, Medizin und Wissenschaft in der islamischen Kultur und Religion und ihr Weiterwirken auf das europäische Mittelalter. Dazu gehört die Erschließung und textkritische Verwertung mittelalterlicher arabischer Übersetzungen griechischer Texte. Große Beachtung fand seine Avicenna-Biographie, die er dem ungarischen Ministerpräsidenten und Medizinhistoriker József Antall widmete.

## Veröffentlichungen (Auswahl)
Monographien
- Antike Naturwissenschaft in orientalischem Gewand, WVT Wissenschaftlicher Verlag Trier 2007
- Avicenna. C.H. Beck, München 1999, ISBN 3-406-41946-1; 2., überarbeitete Auflage ebenda 2006.
- Hellas im Islam. Interdisziplinäre Studien zur Ikonographie, Wissenschaft und Religionsgeschichte. O. Harrassowitz: Wiesbaden 2003
- Von Demokrit bis Dante. Die Bewahrung antiken Erbes in der arabischen Kultur. Hildesheim / Zürich / New York 1996 (= Olms Studien. Band 43).
- Al-Bīrūnī. In den Gärten der Wissenschaft. Ausgewählte Texte aus den Werken des muslimischen Universalgelehrten. 2., verbesserte Auflage. Leipzig 1991 (= Reclam-Bibliothek. Band 1228).
- Die Sterne des Abd ar-Rahman as-Sufi (Leipzig 1984)
- Denker im Reich der Kalifen. Pahl-Rugenstein Verlag, Köln 1979, ISBN 3-7609-0447-5.

Artikel
- Dura mater – Pia mater. Die Geschichte zweier anatomischer Termini. In: Medizinhistorisches Journal 5, 1970, S. 201–216.
- Die geistigen und gesellschaftlichen Bedingungen der lateinischen Rezeption arabischen Wissens, in: Wissen über Grenzen: Arabisches Wissen und lateinisches Mittelalter. Hg. v. Andreas Speer, Lydia Wegener. Walter de Gruyter: Berlin 2006, S. 126–132.
- Réception, propagation et décadence du rationalisme grec en Islam. Essai d'une recherche des causes. In: Scholarly Approaches to Religion, Interreligious Perceptions and Islam, hrsg. v. J. Waardenburg. Bern 1995 (Studia Religiosa Helvetica 1). 277–292 (Nachdruck in: Von Demokrit bis Dante..., S. 281–296).
- Das Erbe der Griechen in der Welt des Islam. In: Das Altertum 41, 1996, S. 189–201.
- Die Rezeption und die Vermittlung: die Medizin in der byzantinischen und in der arabischen Welt. In: Die Geschichte des medizinischen Denkens. Antike und Mittelalter, hrsg. v. M. D. Grmek, München 1996, S. 151–181; italien. Übers. in: Storia del pensiero medico occidentale. 1. Antichità e medioevo, hrsg. v. M. D. Grmek, Rom, Bari 1993, S. 167–215; franz. Übers. in: Histoire de la pensée médicale en Occident, hrsg. v. M. D. Grmek, Paris 1995, S. 123–149.
- Die lateinische und die syrisch-arabische Rezeption der griechischen Wissenschaften. In: Die Literatur der Spätantike – polyethnisch und polyglottisch betrachtet, hrsg. v. J. Irmscher, Amsterdam 1997, S. 145–151.
- Das Bild des Sokrates in der arabischen Literatur des Mittelalters. In: H. Kessler (Hrsg.), Sokrates. Bruchstücke zu einem Porträt (Sokrates-Studien III), Kusterdingen 1997, S. 105–124.
- Ein Muslim im Kirchenfenster. In: Spektrum der Wissenschaft. 1, 2003.